# Georg Wilhelm Kreutzberg
Georg Wilhelm Kreutzberg (* 2. September 1932 in Ahrweiler; † 20. März 2019) war ein deutscher Neuropathologe und Neurowissenschaftler. Kreutzberg war langjähriger Direktor am Max-Planck-Institut für Psychiatrie und Max-Planck-Institut für Neurobiologie.

## Leben
Georg Kreutzberg, ein Nachfahre des Georg Kreuzberg, des Gründers des Apollinarisbrunnens und des Heilbades Bad Neuenahr, studierte Medizin und Psychologie an der Rheinischen Friedrich-Wilhelms-Universität Bonn, Albert-Ludwigs-Universität Freiburg, Medizinischen Universität Innsbruck und Universität Wien. In Bonn wurde er Mitglied der katholischen Studentenverbindung KDStV Ripuaria Bonn im CV, später auch der KDStV Ripuaria Freiburg im Breisgau. 1961 wurde er in Freiburg zum Doktor der Medizin promoviert. Nach Tätigkeiten als Medizinalassistent an verschiedenen Unikliniken wurde er wissenschaftlicher Assistent am Max-Planck-Institut für Psychiatrie in München. Er war von 1964 bis 1965 Postdoc am Massachusetts Institute of Technology (MIT) in Cambridge (Massachusetts) sowie 1968 Guest Scientist an der Rockefeller University in New York City. 1971 habilitierte er sich in Neuropathologie an der TU München im Fach Allgemeine und Experimentelle Neuropathologie.
1977 wurde Kreutzberg zum außerplanmäßigen Professor für Neuropathologie an der medizinischen Fakultät der Technischen Universität München ernannt. 1978 wurde er zum wissenschaftlichen Mitglied und Direktor am Theoretischen Institut des Max-Planck-Instituts für Psychiatrie in München berufen (ab 1984 am Standort Martinsried), das 1998 zum selbständigen Max-Planck-Institut für Neurobiologie wurde. 1993 arbeitete er als Visiting Professor am Hirnforschungsinstitut der Universität Zürich. 2000 wurde Kreutzberg emeritiert, war aber weiterhin mit Vorträgen, in Ehrenämtern und als Berater tätig.
Er war Mitglied zahlreicher nationaler und internationaler Forschungseinrichtungen. Zwischen 1981 und 1985 stand er als Präsident der Deutschen Gesellschaft für Zellbiologie (DGZ) vor, von 1994 bis 1997 der International Society of Neuropathology und von 1999 bis 2001 der deutschen Neurowissenschaftlichen Gesellschaft (NWG). Er war 1991 Gründungsmitglied und von 1994 bis 2008 Chairman des Forschungsrats der International Foundation for Research in Paraplegia (IFP), Zürich. 1991 bis 1998 war Georg Kreutzberg Initiator, Mitbegründer und Direktor des europäischen European Initiative for Communicators of Science (EICOS). Seit 1991 war er Mitglied der Academia Scientiarum et Artium Europaea. Von 2007 bis 2008 war er Präsident der International Society for the History of the Neurosciences.
Kreutzberg engagierte sich für zahlreiche Sozialprojekte im Heiligen Land und war Mitglied im Deutschen Verein vom Heiligen Lande. 1991 wurde er von Kardinal-Großmeister Giuseppe Caprio zum Ritter des Ritterordens vom Heiligen Grab zu Jerusalem ernannt. Am 26. Oktober 1991 wurde er im Speyerer Dom durch Anton Schlembach, Großprior der deutschen Statthalterei, in den Päpstlichen Ritterorden investiert.

## Wirken
Als experimenteller Neuropathologe forschte er über die zellulären Mechanismen von Hirn und Nervenkrankheiten insbesondere über die Regeneration und Reparaturmechanismen im Gehirn und die Rolle von Gliazellen bei Hirnkrankheiten. Er galt als führend in der Erforschung der Mikrogliazellen, der entscheidenden Abwehrzelle des Hirngewebes. Er entdeckte die blockierende Wirkung von Colchicin auf den axonalen und dendritischen Transport in Nervenzellen. Am Modell des Fazialiskerns nach Axotomie fanden er und seine Mitarbeiter wesentliche Parameter des Regenerationsprogramms der Nervenzellen. Hier entwickelte er auch das Aktivierungskonzept der Mikrogliazellen, das neue Wege für das Verständnis von vielen Hirnkrankheiten aufzeigte.

## Auszeichnungen und Ehrungen (Auswahl)
- 1987: Rudolf-Fritz-Weiss-Preis für seine neurologische Grundlagenforschung
- 1991: K.-J.-Zülch-Preis der Gertrud-Reemtsma-Stiftung
- 1991: Ehrendoktorwürde zum Dr. med. h. c. der Albert-Szent-Györgyi-Universität für Medizinische Wissenschaften, Szeged, Ungarn
- 1992: GSF-Preis für interdisziplinäre Zusammenarbeit
- 1999: PUSH Prize für Public Understanding of Science and Humanities, zusammen mit Helmut Kettenmann für die Neurowissenschaftliche Gesellschaft
- 2006: Orator for the XXth Peter Lampert Memorial Lecture University of California at San Diego
- 2007: Bundesverdienstkreuz 1. Klasse des Verdienstordens der Bundesrepublik Deutschland

## Schriften (Auswahl)
- Aspekte der Zellbiologie und Zellpathologie des Neurons, 1975
- Cellular Biology of Ectoenzymes. Springer, Heidelberg 1986. ISBN 3-540-15746-8, zusammen mit Martin Reddington, Herbert Zimmermann
- The Neurosciences at the Turn of the Century. Thieme, Stuttgart 2001. ISBN 3-13-129761-1, zusammen mit Norbert Elsner